# Eric Grant Miles
Eric Grant Miles, britanski general, * 11. avgust 1891, † 3. november 1977.